# 레이크 말라위
레이크 말라위(Lake Malawi)는 체코의 음악 그룹이다. 유로비전 송 콘테스트 2019에서 체코 대표로 참가했다.